# Luftvärnskanonvagn L–62 Anti II
A Luftvärnskanonvagn L–62 Anti II, más nevein Landsverk anti II vagy ItPsv 41 egy svéd gyártmányú önjáró légvédelmi gépágyú volt, melyet 1941-1942 között fejlesztettek ki kifejezetten Finnország számára. A jármű alapjául az Strv m/40 típusú könnyű harckocsi szolgált. Az alvázat meghosszabbították, erre helyezték fel a 40 mm-es Bofors légvédelmi gépágyút. A löveg finn jelölése a 40 ItK/38 volt.
A harckocsi egyik példányát és gyártási jogait a Magyar Királyság megvásárolta, majd ebből kifejlesztette saját önjáró páncélvadász/légvédelmi gépágyú típusát a 40M Nimródot.
Finnország 1942-ben hat darab L–62-es önjáró löveget vásárolt Svédországtól, amelyek túlélték a második világháborút és egészen 1966-ig szolgálatban maradtak.

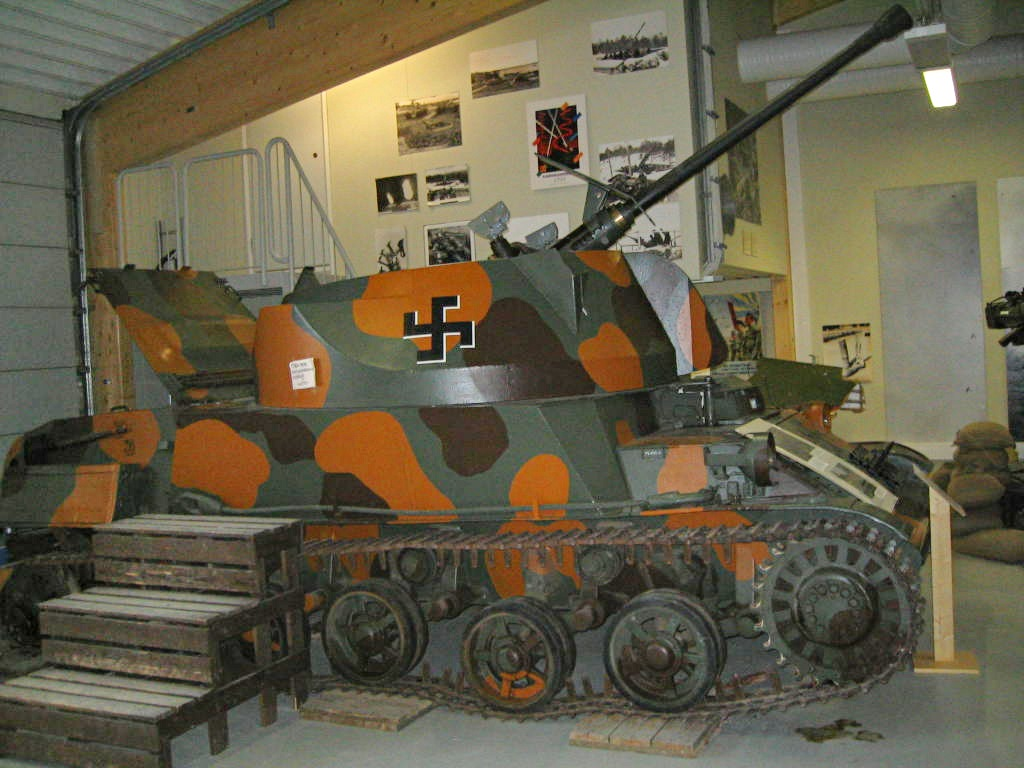
L–62 a tuusulai légvédelmi múzeumban.

## Fordítás
- Ez a szócikk részben vagy egészben  a   Luftvärnskanonvagn L-62 Anti II című angol Wikipédia-szócikk ezen változatának fordításán alapul.  Az eredeti cikk szerkesztőit annak laptörténete sorolja fel. Ez a jelzés csupán a megfogalmazás eredetét és a szerzői jogokat jelzi, nem szolgál a cikkben szereplő információk forrásmegjelöléseként.